# Mas Rigau
El Mas Rigau és una obra de Canet d'Adri (Gironès) protegida com a bé cultural d'interès local.

## Descripció
És una construcció formada per l'edifici principal, de planta rectangular, estructurat interiorment amb tres crugies perpendiculars a la façana i diversos afegits posteriors. El cos principal és fet amb parets portants de maçoneria, que són arrebossades a la façana deixant a la vista els carreus que emmarquen les obertures. La coberta és de teula àrab a dues vessants acabada amb un ràfec que combina fileres de teula i rajol. La porta principal és emmarcada per grans dovelles i la resta d'obertures tenen els brancals i llindes fets amb carreus bisellats. Els ampits són de pedra motllurada que descansen sobre grossos carreus. En algunes llindes hi ha cisellats motius de reminiscències gòtiques. Una de les ampliacions laterals presenta arcs de rajol.
En una llinda hi ha cisellat l'any 1603.